# Noemi Zbären
Noemi Zbären, née le 12 mars 1994 à Langnau im Emmental, est une athlète suisse, spécialiste du 100 mètres haies.

## Carrière
En juillet 2012, à Berne, Noemi Zbären réalise un temps de 13 s 15 sur 100 mètres haies, qui lui permet de participer aux Jeux olympiques de Londres. Elle est éliminée en séries avec un temps de 13 s 33.

## Palmarès
| Date | Compétition                       | Lieu      | Résultat | Épreuve     | Temps   |
| ---- | --------------------------------- | --------- | -------- | ----------- | ------- |
| 2010 | Jeux olympiques de la jeunesse    | Singapour | 3e       | 100 m haies | 13 s 50 |
| 2011 | Championnats du monde cadets      | Lille     | 2e       | 100 m haies | 13 s 17 |
| 2012 | Championnats du monde juniors     | Barcelone | 2e       | 100 m haies | 13 s 43 |
| 2013 | Championnats d'Europe par équipes | Dublin    | 2e       | 4 x 100 m   | 44 s 24 |
| 2013 | Championnats d'Europe juniors     | Rieti     | 1re      | 100 m haies | 13 s 17 |
| 2015 | Championnats d'Europe par équipes | Heraklion | 2e       | 100 m haies | 13 s 09 |
| 2015 | Championnats d'Europe espoirs     | Tallinn   | 1re      | 100 m haies | 12 s 71 |
| 2015 | Championnats d'Europe espoirs     | Tallinn   | 3e       | 4 x 100 m   | 44 s 24 |
| 2015 | Championnats du monde             | Pékin     | 6e       | 100 m haies | 12 s 95 |
| 2017 | Championnats d'Europe par équipes | Vaasa     | 1re      | 100 m haies | 13 s 28 |

## Records
| Épreuve     | Temps   | Lieu     | Date            |
| ----------- | ------- | -------- | --------------- |
| 100 m haies | 12 s 71 | Tallinn  | 11 juillet 2015 |
| 60 m haies  | 7 s 95  | Belgrade | 19 mars 2022    |